# Cristi Puiu
Cristi Puiu, född 3 april 1967 i Bukarest, är en rumänsk filmregissör och manusförfattare. Han långfilmsdebuterade 2001 med road-movie-filmen Marfa şi banii. Puius filmer brukar räknas till rumänska nya vågen. Han är gift med filmproducenten Anca Puiu.

## Filmografi
- 2001: Marfa şi banii
- 2005: Herr Lazarescus död
- 2010: Aurora
- 2016: Sieranevada - En gravallvarlig komedi

## Utmärkelser
- 2001: Filmkommunikation Findlingspreis vid Filmfestivalen i Cottbus för Marfa şi bani.
- 2005: Un certain regard vid Filmfestivalen i Cannes för Herr Lazarescus död.[3]